# Giovanni III di Gerusalemme
Giovanni III (V secolo – 523) è stato il patriarca di Gerusalemme tra il 516 e il 523.
Figlio di Marciano, fu prima vescovo di Sebaste (Armenia). Fu sostituito al patriarca Elia dall'autorità del governatore Olimpio. Accettando l'incarico, aveva promesso di anatemizzare il Concilio di Calcedonia e di rientrare in comunione con Severo di Antiochia; dopo la sua intronizzazione, ritrattò entrambe le promesse. Per questo Anastasio, successore di Olimpio, lo fece imprigionare. Ne uscì tramite "equivoche espressioni" e continuò a predicare la dottrina di Calcedonia. Nel 518, dopo la morte dell'imperatore Anastasio, convocò un concilio che ratificò il concilio di Calcedonia e anatemizzò Severo.